# Oskar Stankowiak
Oskar Stankowiak (ur. 26 lutego 1995) – polski futsalista, zawodnik z pola, obecnie zawodnik Red Dragons Pniewy.